# ایس روسکی
ایس روسکی (انگلیسی: Ace Rusevski؛ زادهٔ november ۳۰, ۱۹۵۶ (۶۸ سال)) ورزشکار بوکس اهل مقدونیه شمالی است.
وی در مسابقات کشوری و بین‌المللی در مجموع برندهٔ ۱ مدال برنز شده‌است.